# Драган Томић (писац)
Драган Томић (Шеварице, 17. март 1941 — Београд, 15. мај 2015) био је српски писац.

## Биографија
Завршио је Правни факултет у Београду.
Написао је романе: Шкрипац (1987), Чекајући мајку (1997), Кратак прекид удовичког стажа (1999), и драме Рукавице, Контактно сочиво, Ловац на лептире, Слава, Пожар, Помор коза, Нађа и друге.
Добитник је награде "Бранислав Нушић“ за драме: Раскршће (1980) и Псећа кућица (1991).
Преминуо је у Београду 15. маја 2015. године.